# Walki o Siewierodonieck i Lisiczańsk
Walki o Siewierodonieck i Lisiczańsk – działania bojowe wojsk rosyjskich i ukraińskich toczone pomiędzy 24 lutego a 3 lipca 2022 roku podczas rosyjskiej inwazji na Ukrainę.
Część obwodu ługańskiego znajdowała się w rękach prorosyjskich separatystów kontrolowanych przez Rosję od 2014. Rosyjska inwazja na Ukrainę rozpoczęła się 24 lutego 2022 od przekroczenia granicy na wielu odcinkach, a jako pierwsza miejscowość zajęte zostało Miłowe w obwodzie ługańskim, po czym rosyjskie wojska stosunkowo szybko zbliżyły się do Siewierodoniecka i Lisiczańska. Ukraińskie pozycje obronne rozmieszczone wokół aglomeracji intensywnie bombardowało lotnictwo i ostrzeliwała rosyjska artyleria.
W toku ciężkich walk 8 maja Rosjanom udało się zająć leżącą na południe od Siewierodoniecka Popasną i podejść do drogi z Bachmutu do Lisiczańska. Droga stanowiła główny ciąg zaopatrzeniowym dla armii ukraińskiej.
Pomimo przewagi sprzętowej, rosyjskie oddziały długo nie były w stanie zająć Siewierodoniecka, a walki toczyły się o poszczególne ulice i budynki, w efekcie czego miasto zostało w znacznym stopniu zniszczone. 24 czerwca 2022 wojska Ukrainy wycofały się z miasta i innych miejscowości za Dońcem, na pozycje obronne w Lisiczańsku, który był ostatnim kontrolowanym przez nich dużym miastem w obwodzie ługańskim.
3 lipca 2022 ukraińscy żołnierze opuścili Lisiczańsk, rezygnując z dalszej obrony miasta, zagrożonego okrążeniem. Ukraińska obrona na wschodzie obwodu przebiega na linii miejscowości Siewiersk–Sołedar–Bachmut.
Straty obu stron w walkach o Siewierodonieck i Lisiczańsk nie są znane, jednak na znaczny ich stopień po stronie rosyjskiej świadczy ogłoszona przez prezydenta Rosji Władimira Putina przerwa operacyjna dla oddziałów walczących w obwodzie ługańskim.